# 安娜·罗戈夫斯卡
安娜·罗戈夫斯卡（波蘭語：Anna Rogowska，1981年5月21日—），波兰女子田径运动员。她曾代表波兰参加2004年、2008年和2012年夏季奥林匹克运动会田径比赛，其中2004年奥运会获得一枚铜牌。